# Ali Ben Salem
Pour les articles homonymes, voir Ali Ben Salem (homonymie) et Ben Salem.
Ali Ben Salem ou Ali Kchouk, né en 1931 à Bizerte et mort le 27 juillet 2023, est un militant tunisien des droits de l'homme.
Militant anti-colonialiste puis opposant aux régimes des présidents Habib Bourguiba et Zine el-Abidine Ben Ali, il est considéré comme le doyen des militants des droits de l'homme en Tunisie. Il co-fonde le Conseil national pour les libertés en Tunisie et l'Association de lutte contre la torture en Tunisie, tout en présidant la section bizertine de la Ligue tunisienne des droits de l'homme.

## Lutte contre la colonisation française
En 1938, à tout juste sept ans, Ali Ben Salem perd son père tué par balles par les forces de l'ordre au cours d'une manifestation nationaliste. Il nourrit alors un sentiment d'injustice envers la colonisation française. Initié aux armes lors de son service militaire effectué pendant la guerre d'Indochine, Ali Ben Salem rejoint le maquis lors du soulèvement armé tunisien (1952-1954). Il participe notamment au braquage de la poste centrale de Bizerte et au déraillement d'un train. En 1954, il est condamné à mort par un tribunal militaire français mais échappe à sa sentence.

## Opposition à Bourguiba et fondation de la LTDH
En 1955, après l'avènement de l'autonomie interne, la scission yousséfiste tourne à la guerre civile entre les partisans de Habib Bourguiba et ceux de son rival Salah Ben Youssef. Ben Salem ne choisit ni l'un ni l'autre des deux camps, ce qui lui vaut d'être pourchassé par les deux belligérants. Il choisit alors la clandestinité et s'exile en Libye.
Il sort de la clandestinité à l'occasion des préparatifs de la bataille de Bizerte en juillet 1961. Il prend une part active à la bataille aux côtés des volontaires du Néo-Destour et de la jeune armée tunisienne. La bataille mal préparée tourne à la débandade et Ben Salem écope à cette occasion de deux blessures au cou et au dos.
Révolté par la manière avec laquelle la bataille a été menée, il participe avec d'autres anciens militants nationalistes ainsi que des militaires à la tentative de complot contre Bourguiba en décembre 1962. La tentative est déjouée à temps par les autorités qui arrêtent les conspirateurs. Après le ratissage de Bizerte par les militaires et les forces de police et l'arrestation de centaines de personnes dont plusieurs de ses proches, Ali Ben Salem, qui a réussi à y échapper dans un premier temps, décide finalement de se rendre. Il passe en jugement dans l'un des premiers grands procès tunisiens devant le tribunal militaire de Tunis. Il est condamné aux travaux forcés à perpétuité pour tentative d'assassinat du président de la République. Il purge les sept premières années de sa peine au bagne ottoman de Porto Farina puis se voit transféré à la prison de Borj Erroumi. Il est gracié avec tous les membres du groupe des insurgés le 31 mai 1973. Son épouse Najia meurt alors qu'il est en prison ; il est empêché d'assister à son enterrement.
En 1977, il fonde, avec Saâdeddine Zmerli, Mustapha Ben Jaafar et plusieurs militants démocrates, la Ligue tunisienne des droits de l'homme (LTDH). Il milite en son sein pour la libération des prisonniers politiques opposants au régime de Bourguiba.

## Opposition à Ben Ali
Au sein de la LTDH, Ali Ben Salem critique ouvertement le régime de Zine el-Abidine Ben Ali, notamment à l'occasion des campagnes d'arrestations des partisans du mouvement Ennahdha en 1991. Il milite pour la libération des prisonniers politiques et plus généralement pour le respect des droits de l'homme en Tunisie. En 1998, il participe à la fondation du Conseil national pour les libertés en Tunisie avec plusieurs autres militants des droits de l'homme ; il fonde aussi l'Association de lutte contre la torture en Tunisie.
Sur le plan politique, il s'oppose au référendum de 2002 amendant la Constitution de 1959 afin de permettre au président Ben Ali de se présenter une nouvelle fois aux élections présidentielles. D'un autre côté, il contribue à la dénonciation de plusieurs affaires de corruption perpétrées par le président et ses proches.
Cet activisme lui vaut la persécution du régime : il est aspergé de gaz lacrymogène et violemment roué de coups dans un commissariat de Tunis le 26 avril 2000. Des examens médicaux diagnostiquent ensuite de graves lésions de la colonne vertébrale, un traumatisme crânien et des contusions. Il porte alors plainte pour « tentative d'assassinat » devant le comité contre la torture de l'Organisation des Nations unies qui considère cette agression comme un « acte de torture ».
À partir de novembre 2005, une patrouille de police est stationnée devant son domicile, dont une partie sert de local à la section de Bizerte de la LTDH. Il lui est aussi interdit de recevoir des visites. Le 3 juin 2006, à l'âge de 75 ans, il est enlevé de son lit par les forces de l'ordre à la suite de sa dénonciation des abus commis par le directeur de la prison de Borj Erroumi, avant d'être relâché trois jours plus tard.

## Après la révolution
Après la révolution de 2011, Ali Ben Salem, président d'honneur de la LTDH et devenu un symbole de la lutte contre la dictature, est choisi pour faire partie de la Haute instance pour la réalisation des objectifs de la révolution, de la réforme politique et de la transition démocratique.
Au lendemain de son accession à la présidence de la République, Moncef Marzouki lui rend visite à Bizerte le 14 décembre 2011 ; il lui remet le grand cordon de l'Ordre tunisien de l'Indépendance le 20 mars 2012. Le 23 octobre, il est désigné pour siéger au Comité supérieur des droits de l'homme et des libertés fondamentales, pour une période de trois ans.
Lors des élections législatives du 26 octobre 2014, il est élu à l'Assemblée des représentants du peuple dont il préside la séance inaugurale, avant l'élection de Mohamed Ennaceur.